# 何竹本
何竹本（1909年5月18日—1995年3月21日），湖南省醴陵县泗汾乡人，中華民國軍事將領。

## 生平
何竹本曾就讀於黄埔军校第六期通信科,畢業後任職於國民黨軍委會交通兵團。峨眉中央軍官訓練團將校班、陆军大学正則班第十四期畢業任軍委會通信指揮部參謀主任。歷任國民革命軍第十一師連、通信兵獨立第2營上校營長，師部中校作戰科長、第八军參謀處第1科科長、第九十九軍上校參謀處長。何竹本一度以誤殺罪判處五年有期徒刑。1942年5月擔任国民革命军第十军预备第10师代理参谋长。第三次長沙會戰后任预备第10师参谋长。1942年1月21日，國民政府在軍長李玉堂、預10師師長方先覺、副師長孫明瑾的證明下，以「功績卓著」、《非常時期監犯調服軍役條例》第七條、《中華民國訓政時期約法》第六十八條的規定，被明令免刑。
1943年常德会战中，预备第10师为解围常德，在趙家橋被日军包围，师长孙明瑾和参谋主任陈飞龙阵亡，副师长葛先才肺部被子弹打穿，兩個團長也在指揮突圍時負傷，另一個團長乾脆在混亂中不知所蹤，何竹本率师部残余一夜通过日军三道封锁线突围。衡阳保卫战后也被日军俘虏，與第28團團長曾京几天后穿上老百姓的衣服回到了后方。1944年9月升任国民革命军第十军参谋长。1945年2月兼任国民革命军第十军第3师副师长。
1946年3月18日升任国民革命军第十军第3师师长。4月国民革命军第十军第3师整编为国民革命军第十军第3旅，何竹本出任旅长。1946年9月定陶战役整编第3师被歼灭，何竹本却带领500多人突围。1947年11月出任整编第49旅旅长（一个月后整编第3师携整编第3旅在河南西平被全歼）。1948年9月19日，整编第49旅恢复為国民革命军第49师，何竹本出任师长。淮海战役第二阶段该师2个团在双堆集包围圈被歼，何竹本率一部在固镇附近靠拢第六兵团脱离险境。
1949年2月，调任中華民國国防部部员。8月出任重建後的国军第一兵团参谋长。黃杰派遣以何竹本為首的軍事代表團前往谅山與法方談判，12月12日和法方簽定了《假道協定》，允許部隊經越南船運台灣。12月随军撤往越南富国岛，改任留越國軍管訓總處参谋长兼預備幹部訓練班副主任。1953年7月前往台湾。在台任第9軍副軍長、第8軍副軍長。1961年10月出任陸軍總司令部作战计划委员、校閱組組長等職。1966年退役。1995年3月21日在台北病逝。